# 埃松河畔楠托
埃松河畔楠托（法語：Nanteau-sur-Essonne，法語發音：[nɑ̃to syʁ ɛsɔn] ⓘ）是法国塞纳-马恩省的一个市镇，属于枫丹白露区。

## 地理
埃松河畔楠托（48°18'58"N, 2°25'1"E）面积12.92 平方千米，位于法国法蘭西島大區塞纳-马恩省，该省份为法国北部内陆省份，北起瓦兹省，西接埃松省、马恩河谷省、塞纳-圣但尼省和瓦兹河谷省，南至卢瓦雷省，东南接约讷省，东临马恩省和奥布省，东北接埃纳省。
与埃松河畔楠托接壤的市镇（或旧市镇、城区）包括：比诺博讷沃、勒马勒塞布瓦、布瓦西欧卡耶、比捷、图松、布瓦涅维尔。

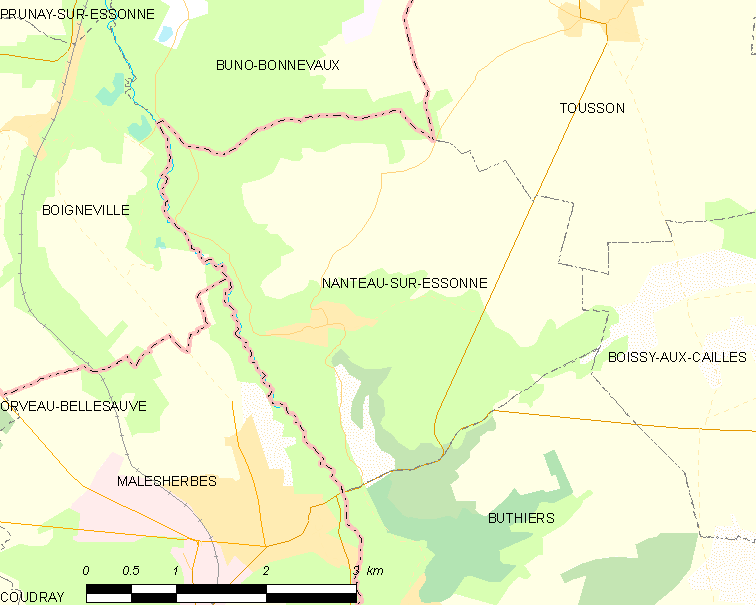
埃松河畔楠托的OSM定位图

埃松河畔楠托的时区为UTC+01:00、UTC+02:00（夏令时）。

## 行政
埃松河畔楠托的邮政编码为77760，INSEE市镇编码为77328。

## 政治
埃松河畔楠托所属的省级选区为枫丹白露县。

## 人口

1962-2008年间埃松河畔楠托人口变化图示

埃松河畔楠托于2022年1月1日时的人口数量为410人。